# Joaquín García Cenarro
Joaquín García Cenarro (Barcelona, 1875-¿?) fue un futbolista español que jugó como delantero en el FC Barcelona y el Club Español (actualmente RCD Espanyol). Aunque se sabe poco de su vida, fue uno de los futbolistas más destacados de la Copa Macaya, el primer campeonato de fútbol disputado en la Península ibérica, ganando la competición tanto con el Barça (1901-02) como con el Espanyol (1902-03).

## Carrera de clubes
García se introdujo al fútbol durante su época de estudiante en Inglaterra. Mientras estuvo allí, desarrolló un profundo interés por el fútbol y comenzó a jugarlo en Plymouth. A los 26 años, García regresó a España y se instaló en Barcelona, donde decidió continuar con su afición al fútbol y se unió al principal club de la ciudad, el FC Barcelona, en 1901.
Junto con el capitán Joan Gamper, Udo Steinberg y Gustavo Green Córdoba, jugó un papel fundamental para ayudar al Barça a ganar la Copa Macaya 1901-02, que fue el primer título del club, anotando 5 goles, incluidos dos dobletes consecutivos contra el Club Universitario y su futuro club, el RCD Espanyol. La temporada siguiente fue fichado por el Club Español donde estuvo dos temporadas. En su primera temporada en el club, junto a René Fenouillière, Ángel Ponz y Gustavo Green Córdoba, logró conquistar la tercera y última Copa Macaya, lo que significa que ganó dos campeonatos seguidos con diferentes equipos. Junto con Joaquim Escardó Salazar, Ángel Rodríguez Ruiz y Green Córdoba, formó parte del equipo que ganó la primera edición del Campeonato de Cataluña en 1903-04.

### Carrera internacional
En 1903, jugó tres partidos amistosos entre equipos formados por los mejores jugadores de Barcelona, el primero en Muntaner el 21 de mayo, el segundo el 8 de septiembre, marcando un gol para los rojos en la derrota por 3-4 ante los blancos, y el tercero el 24 de septiembre, un partido de prueba entre dos «equipos de Barcelona» que debía decidir quién integraría la primera selección de la selección catalana al año siguiente.
El 13 de abril de 1904, García hizo su debut con la selección catalana, en su segundo partido de la historia, que terminó con una derrota por 2-3 ante el Sportsmen's Club. El mes siguiente, el 29 de mayo, jugó para el Espanyol contra Cataluña, anotando un gol en la victoria por 4-1; este fue su partido de despedida, ya que luego se fue a vivir a Tánger, Marruecos.

## Después del fútbol
El 29 de octubre de 1917, García llegó a los Estados Unidos procedente de Brest, Francia. Después de esto, no se tienen más registros sobre él y se desconoce la fecha de su muerte.

## Honores
FC Barcelona
- Copa Macaya :
  - Ganadores (1) 1901–02

RCD Espanyol
- Copa Macaya :
  - Ganadores (1) 1902–03

- Campeonato de Cataluña:
  - Ganadores (1) 1903–04